# Gerard Nus Casanova
Gerard Nus Casanova, (Reus, 31 de gener de 1985), és un entrenador de futbol català, que actualment exerceix d'assistent a la selecció grega.

## Carrera esportiva
El setembre de 2007, Nus va ingressar al planter del Liverpool FC. La temporada següent, va passar a formar part de l'equip de l'entrenador de la primera plantilla Rafael Benítez. Llavors va fer d'assistent al Chunnam Dragons de Corea del Sud, temps durant el qual va publicar un llibre, Warm up in football: training sessions & matches, traduït a l'anglès i al coreà, i prologat per Rafael Benítez. Durant la temporada 2012-2013, Nus fou el cap de l'escola d'entrenadors del Brighton & Hove Albion FC, i la temporada 2013-2014, Nus va fer d'entrenador assistent al Melbourne Heart. El 2015 va treballar a l'Elx CF.

### Ghana
Abans de la Copa d'Àfrica de Nacions de 2015, Nus fou nomenat entrenador assistent de Ghana com a segon d'Avram Grant. Després de la Copa d'Àfrica de Nacions de 2017 al Gabon, Nus va protagonitzar una protesta negant-se a abandonar el seu hotel a Accra, Ghana, perquè no li havien pagat uns diners que li devien. Va mantenir la seva postura durant set setmanes, fins que li van pagar i va retornar a Catalunya.

### Rayo Vallecano
El juliol de 2016, Nus fou nomenat director tècnic assistent del Rayo Vallecano.

### Rayo OKC
L'1 d'agost de 2016, Nus fou nomenat entrenador del Rayo OKC després de la dimissió d'Alen Marcina. El 7 de novembre de 2016, després dels play off de la lliga nord-americana de 2016, Nus va retornar a Espanya per reprendre el càrrec de director tècnic assistent del Rayo Vallecano.

### Irtysh Pavlodar
El 21 de desembre de 2017, Nus fou anunciat com a nou entrenador del FC Irtysh Pavlodar de la lliga del Kazakhstan, amb un contracte per dos anys.